# Phenix
Phenix je japonská firma, která se od svého založení v roce 1952 věnuje výrobě a výzkumu v oblasti sportovního oblečení pro profesionály, zejména v alpském lyžování. Společnost je známá zaváděním moderních technologií do výroby, jako například v sedmdesátých letech 20. století používání materiálu Gore-Tex. Mimo jiné firma používá technologií vyvinutých NASA. Phenix je jedním ze sponzorů japonské a norské lyžařské reprezentace, a lyžařů Kjetil Andre Aamodta a Akira Sasakiho.